# Échelle de Jacob (jouet)
Pour les articles homonymes, voir Échelle de Jacob.

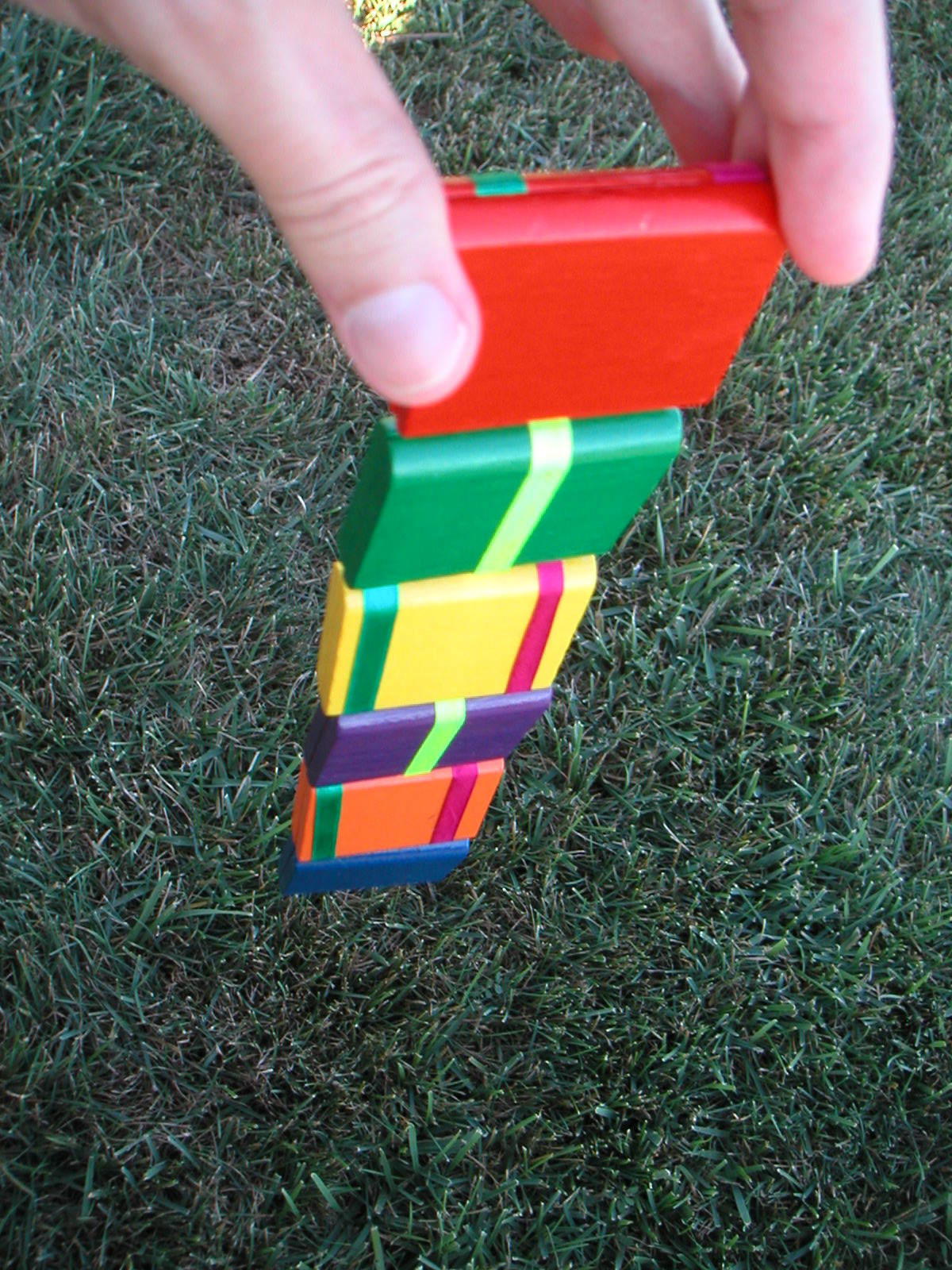
Une échelle de Jacob
(format Ogg Theora, 1.7 MB) (info)

Une échelle de Jacob (appelée parfois "serpent magique" ou "yatago") est un jouet traditionnel constitué de blocs de bois assemblés par des fils ou des rubans. Quand l'échelle est tenue par une extrémité et que le bloc supérieur est retourné, les blocs semblent se retourner en cascade les uns après les autres.

## Construction
Une échelle de Jacob est habituellement faite de 6 blocs de bois. Le jouet dépend d'un arrangement particulier de rubans entrelacés qui permettent à chaque bloc de se comporter comme s'il était attaché par l'une ou l'autre extrémité à son voisin.